# The Brothers of Destruction
The Brothers of Destruction es una pareja de lucha libre profesional formado por los hermanos The Undertaker y Kane famosos por su trabajo en la World Wrestling Federation/Entertainment. 
Entre sus logros destacan un reinado como Campeones Mundiales en Pareja de la WWF y como Campeones Mundiales en Pareja de la WCW. Además, durante su estancia en BoD, Kane fue una vez Campeón Intercontinental de la WWF y Campeón Hardcore de la WWF.

## Carrera

### World Wrestling Federation/Entertainment (1998-presente)

#### 1998-2000
En King of the Ring 1998, Kane y el campeón de la WWF Champion Steve Austin lucharon en un First Blood match por el título. La estipulación decía que si Kane perdía, debería prenderse fuego. El árbitro fue dejado inconsicente y Undertaker interfirió en el combate intentando golpear a Kane con una silla, pero el golpe lo recibió Austin y éste perdió el combate. Undertaker formó un dúo con Kane y más tarde reveló que el sillazo fue acertadamente destinado a Stone Cold, ya que no quería ver a su hermano ardiendo. Undertaker empezó una rivalidad con Stone Cold, quien recuperó el campeonato mientras Kane y Mankind ganaban el WWF Tag Team Championship. En Fully Loaded: In Your House, Undertaker y Austin lucharon contra Kane y Mankind y ganaron el título.
Ellos perdieron los títulos contra Kane y Mankind en un fatal four way tag team elimination match en el que también estuvieron New Age Outlaws (Billy Gunn y Road Dogg) y Nation of Domination (The Rock y Owen Hart) en una edición de Raw en agosto; perdieron el combate después de que se enfrentasen entre sí. Esto condujo a un encuentro en SummerSlam, donde Undertaker se enfentó a Stone Cold por el Campeonato de la WWF. En el evento, él y Kane se convirtieron en un equipo llamado "The Brothers of Destruction" después de que Kane abandonase a Mankind en una defensa del título contra New Age Outlaws. Kane interfirió ayudando a su hermano, pero éste le rechazó la ayuda y perdió el combate. Como resultado, Austin ganó con su Stone Cold Stunner. En Breakdown: In Your House, Undertaker, Kane y Austin se enfrentaron en un triple threat match por el título; Undertaker y Kane demostraron su alianza cuando realizaron un double chokeslam a Austin y lo cubrieron a la vez.
El equipo se separó cuando tornaron el uno contra el otro. Luego se reunirían dos años más tarde en 2000 enfrentándose a los Tag Team Champions Edge & Christian por los títulos en Raw is War, pero fueron descalificados, por lo que no ganaron los títulos. En la edición del 14 de agosto de Raw Undertaker peleó contra Chris Benoit en un combate en el que Kane le traicionó al aplicarle un chokeslam y volvieron a enemistarse. Esto culminó en un combate en SummerSlam 2000, donde no hubo resultado.

#### 2001
En Royal Rumble 2001, Undertaker y Kane lucharon juntos eliminando a la mayoría de los participantes en el Royal Rumble match. Kane entró el N.º. 6 y terminó el segundo eliminando a once luchadores. Undertaker entró el N.º. 22 y el séptimo después de ser eliminado por Rikishi. Los dos se reunieron más tarde ese mismo mes y en la edición del 1 de febrero de 2001 de SmackDown!, derrotaron a Rikishi y Haku en un brutal First Blood match. Tuvieron una oportunidad a los títulos por parejas en No Way Out 2001, enfrentando a los campeones Dudley Boyz (Bubba Ray y D-Von) y Edge y Christian en un tables match. Los Brothers of Destruction dominaron durante todo el combate, y casi tenían el combate ganado hasta que Rikishi y Haku interfirieron. En WrestleMania X-Seven, Kane derrotó a Raven y Big Show para ganar el WWF Hardcore Championship.
Undertaker y Kane empezaron centrándose en el entonces Campeón Intercontinental Triple H, quien pronto haría una alianza sorpresa con el campeón de WWF Stone Cold Steve Austin conocido como Two-Man Power Trip. Les fue garantizada una oportunidad para enfrentarse a Steve Austin y Triple H en Backlash, si vencían a Edge y Christian en un no-disqualification match por los títulos. En la edición del 19 de abril de SmackDown!, Undertaker y Kane derrotaron a Edge y Christian para ganar su primer WWF Tag Team Championship como un equipo, a pesar de las interferencias de Austin y Triple H. Como resultado de la victoria de los títulos, The Brothers of Destruction merecieron el derecho a enfrentar a Steve Austin y Triple H. En Backlash 2001, todos los títulos importantes estaban en juego a pesar de ello, Triple H hizo la cuenta a Kane después de usar un martillo, haciéndole a él y a Austin los nuevos Campeones por Parejas de WWF como tambn el campeón de WWF (para Austin) y el campeón Intercontinental de WWF (para Triple H).
Con Kane lesionado, Undertaker empezó apuntando a Steve Austin y su WWF Championship. En una edición de RAW is WAR, Undertaker fue informado por los oficiales de policía que su mujer Sara estaba involucrada en un accidente de coche. Undertaker llegó a casa, solo para descubrir que todo estaba organizado por Austin. En Judgment Day 2001, Kane derrotó a Triple H para ganar el WWF Intercontinental Championship en un chain match, a pesar de la interferencia por parte de Steve Austin. Más tarde esa misma noche, Undertaker dominó su combate por el WWF Championship con Austin. De cualquier modo, Triple H interfirió una vez más usando su martilloo, permitiéndole a Austin hacer la cuenta a Undertaker y retener su campeonato.
Diamond Dallas Page fue la siguiente nueva persona en meterse en el camino de Undertaker. Page quería convertirse en una gran estrella, justo como Undertaker, y entonces empezó un feudo con él, tomando el eslogan de Undertaker, "I'll make you famous" ("Te haré famoso") literalmente. La base de este feudo involucró a Page acechando a la esposa de Undertaker, Sara. En la edición del 9 de agosto de SmackDown!, derrotaron a los Natural Born Thrillers (Chuck Palumbo y Sean O'Haire) para ganar el WCW World Tag Team Championship. En SummerSlam 2001, Undertaker y Kane derrotaron a Diamond Dallas Page y Chris Kanyon en un steel cage match para ganar su segundo WWF Tag Team Championship y retener el WCW World Tag Team Championship.
The Brothers of Destruction empezaron un feudo con KroniK (Brian Adams y Bryan Clark), quienes fueron traídos a WWF por Stevie Richards. En la edición del 17 de septiembre de RAW is WAR, Kane y Undertaker perdieron los títulos por parejas de WWF ante los Dudley Boyz después de que KroniK interfiriese. En Unforgiven 2001, retuvieron con éxito sus títulos contra KroniK antes de perderlos ante Booker T y Test en la siguiente edición de SmackDown!. Ellos continuaron como un equipo representando la WWF entremedias hasta el final del ángulo de Alliance Invasion, incluyendo su participación en InVasion y Survivor Series 2001 después del cual Undertaker inmediatamente cambió a heel una vez más y los dos no se influyeron mutuamente durante un largo tiempo.

### Encuentros no oficiales (2002-2005)
La siguiente aparición conjunta del dúo fue No Mercy 2002, ya que ambos tenían combates por el título esa misma noche. Hicieron equipo otra vez no oficialmente en Royal Rumble 2003, pero the Undertaker se volvió contra Kane durante el combate y lo eliminó. Después ese año en Survivor Series 2003, un desenmascarado y heel Kane interfirió en el Buried Alive match entre el Undertaker y Vince McMahon, costándole a Undertaker el combate. Kane dijo que Undertaker sería enterrado para siempre. Finalmente, concluyeron el feudo con un combate en WrestleMania XX en 2004, en el que Undertaker volvió con su gimnick de "Deadman" y derrotó a Kane.
The brothers tuvieron un corto run-in el uno contra el otro en 2005. En el Royal Rumble 2005, Undertaker tenía un Casket match contra el por entonces heel Heidenreich. Un poco antes del combate, Gene Snitsky, que estaba enfeudado con el recién tornado a face Kane, dijo que ayudaría a Heidenreich en el combate. Durante la interferencia, Undertaker perdió la ventaja e intentaron meterlo en el ataúd. Pero cuando lo abrieron, Kane surgió de él y atacó a Snitsky, permitiendo a Undertaker ganar el combate. Los planes originales incluían un tag team match en WrestleMania 21, pero se canceló cuando Undertaker decidió usar a Randy Orton en su lugar. Por último, hicieron equipo durante algunos house shows contra Snitsky y Heidenreich.

### Reuniones breves oficiales (2006)
El retorno de The Brothers of Destruction fue anunciado el 27 de octubre de 2006 en SmackDown!. Montel Vontavious Porter interfirió en el combate de Kane contra Mr. Kennedy, ayudando a Kennedy a acabar con él. Después de que las luces se apagaran y la música del Undertaker empezara Kane se había ido, sin haber manera de encontrarle. Como resultado de la interferencia, Theodore Long propuso un tag team match: The Brothers of Destruction vs Kennedy y MVP La semana siguiente en SmackDown!, The Brothers of Destruction reunidos por primera vez como equipo en 5 años y reunieron más de tres victorias sobre MVP y Mr Kennedy en esa noche. La primera victoria fue por el conteo cuando MVP y Mr. Kennedy rehusaron volver a entrar en el ring , hasta el punto que el General Manager Theodore Long salió y reinició el combate con no countouts. Kennedy dio a Kane un low blow delante del árbitro, por lo que fue descalififcado. Entonces Teddy Long volvió a entrar y restauró el combate sin descalificación o cuentas fuera. Finalmente, los Brothers aplicaron sendos chokeslams y Undertaker acabó con un Tombstone piledriver a Mr. Kennedy.
The Brothers continuaron con el feudo en combates individuales antes de reunirse en una revancha en el último SmackDown antes de Armageddon. Esta vez ocurrió una doble descalificación cuando Mr. Kennedy intentó atropellar a Kane con un coche fúnebre aparcado. Entonces Undertaker apareció en el asiento del pasajero y las luces se apagaron, haciendo huir a Kennedy. En Armageddon 2006, Undertaker derrotó a Kennedy en un Last Ride match, razón por la cual había habido un coche fúnebre aparcado junto a la puerta las últimas dos semanas, y Kane derrotó a MVP en un Inferno Match. La siguiente semana en SmackDown!, los Brothers volvieron a reunirse, derrotando a King Booker y Finlay, antes de conseguir el WWE World Heavyweight Championship en WrestleMania 23.

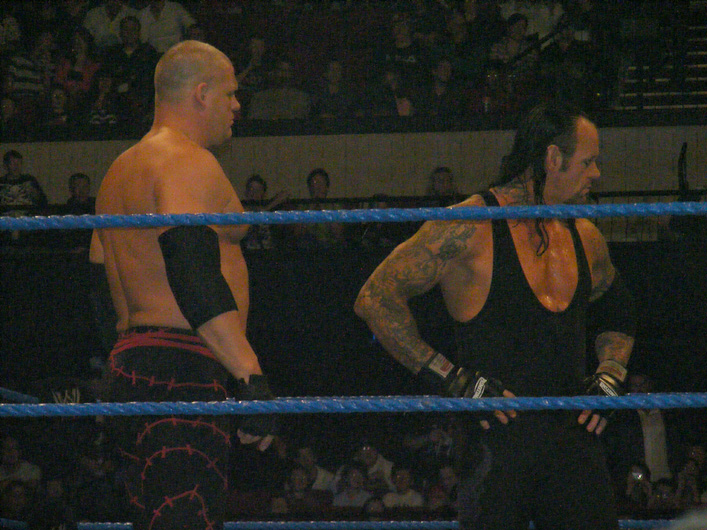
The Brothers of Destruction en 2008.

El 12 de octubre de 2007 en SmackDown!, The Brothers of Destruction se reunieron por primera vez en 2007, derrotando a los WWE Tag Team Champions MVP y Matt Hardy en un combate no titular. The Brothers of Destruction fueron reunidos en el 1 de febrero de 2008 en una edición de SmackDown!, derrotando al dúo heel conformado por Big Daddy V y Mark Henry por sumisión. En WrestleMania XXIV, ambos ganaron campeonatos: Kane el ECW Championship y Undertaker el World Heavyweight Championship. El 4 de abril de 2008 en SmackDown!, Undertaker y Kane se enfrentaron entre sí por primera vez desde WrestleMania XX; el combate, muy igualado, acabó sin resultado por la intervención de La Familia (Edge, Chavo Guerrero, y Curt Hawkins & Zack Ryder). Con ambos unidos de nuevo ejecutaron sendos chokeslams y Tombstone Piledrivers a Chavo y Edge. The Brothers of Destruction también aparecieron en Londres en la gira por Inglaterra de la ECW el 14 de abril de 2008 contra los WWE Tag Team Champions John Morrison & The Miz ganando con un double chokeslam. En el 21 de abril de 2008, en Raw, The Brothers of Destruction formaron equipo con John Cena y Triple H contra JBL, Chavo Guerrero, y una ocasional reunión de Rated-RKO. Fueron derrortados al cubrir Edge a Kane tras una spear. Sin embargo, dominaron la mayor parte del combate y después de él.
El 13 de noviembre de 2009 hicieron su regreso cuando Chris Jericho y The Undertaker acabaron sin resultado por las interferecnias de The Big Show, compañero de Jericho y Kane. Tras esto, Mr. McMahon anunció un combate entre los dos equipos en la siguiente edición del programa; el cual acabó sin resultado cuando Chris Jericho traiciona a big show y abandona la lucha.
El 23 de julio de 2012 en el RAW 1000th Episode, se dio un reencuentro en donde Undertaker regresó luego de meses de inactividad y junto con Kane, derrotaron a Curt Hawkins, Hunico, Camacho, Tyler Reks, Drew McIntyre & Jinder Mahal, terminando con su habitual Doble Chokslam y Doble Tombstone.
El 8 de abril de 2013 Team Hell No (Kane & Daniel Bryan) salvaron a The Undertaker de ser atacado por The Shield (Seth Rollins, Dean Ambrose & Roman Reigns), teniendo un combate el 22 de abril en RAW siendo derrotados por The Shield.

### Vuelta en 2015
Undertaker y Kane volvieron para enfrentarse a Braun Strowman y Luke Harper en octubre de 2015 en la gira de WWE por México.
Luego de que peleara contra Brock Lesnar en Hell in a Cell 2015, el Undertaker fue secuestrado (Kayfabe) por The Wyatt Family, el día siguiente en el RAW del 26 de octubre, Kane trató de rescatarlo, pero también fue secuestrado.
Ambos volvieron el 9 de noviembre, para atacar a Los Wyatt, pactándose una lucha en Survivor Series entre las dos familias. En Survivor Series, derrotaron a Wyatt y Harper, celebrando los 25 años de Undertaker en la WWE.

## En lucha
- Movimientos finales

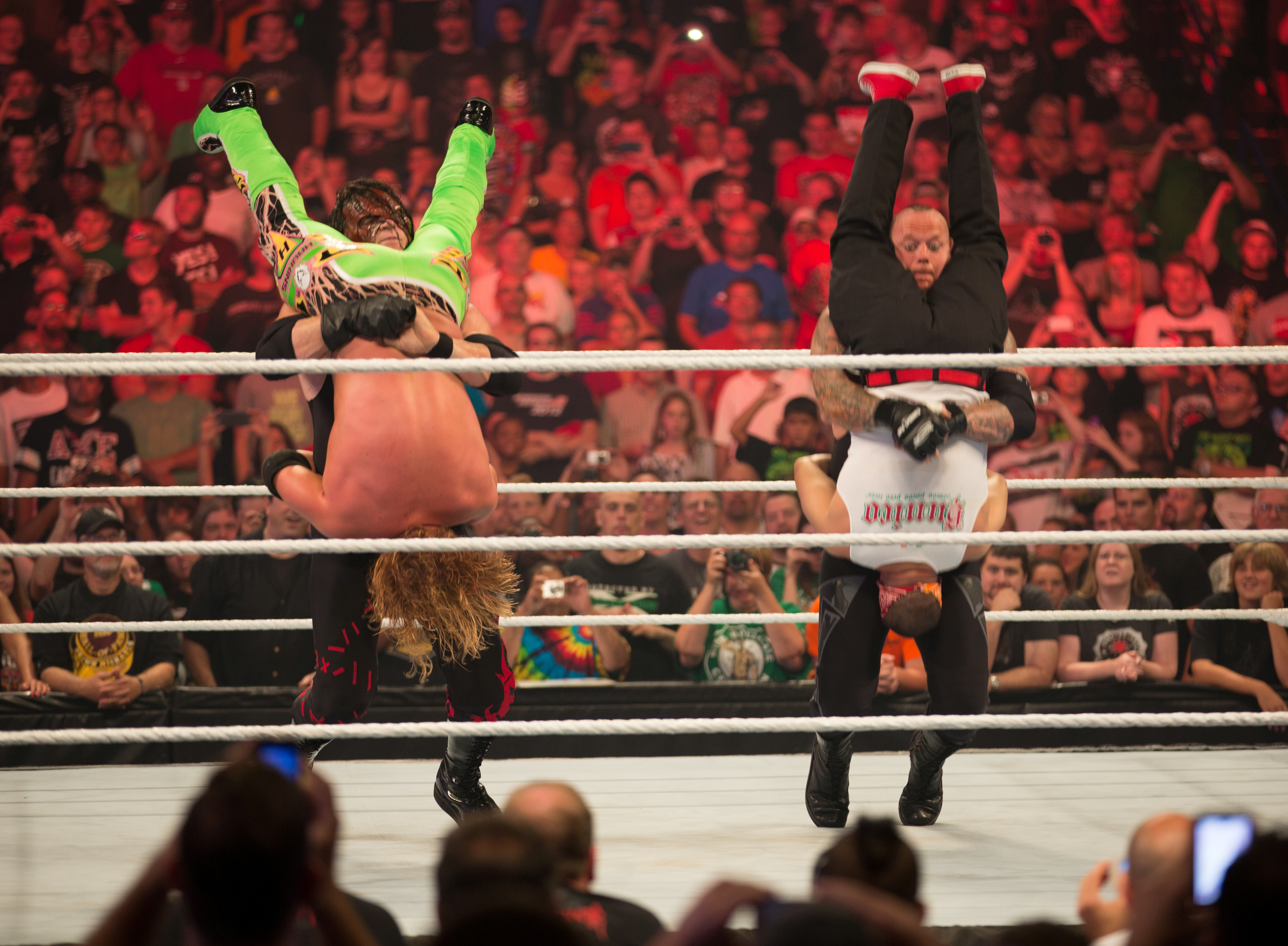
Undertaker y Kane aplicando Tombstone Piledrivers simultáneas

  - Last Ride (Elevated powerbomb) de Undertaker y falling powerbomb de Kane, simultáneamente - 2000-2003
  - Double chokeslam[1] o Chokeslams simultáneas.
  - Aided  Tombstone Piledriver o Tombstone Piledrivers simultáneas

- Movimientos de firma
  - Double running big boot[1]

- Managers
  - Paul Bearer

## Campeonatos y logros
- World Wrestling Federation
  - World Heavyweight Championship (2 veces) - Undertaker
  - ECW Championship (1 vez) - Kane
  - WWF Tag Team Championship (2 veces)[17][26]
  - WWF Intercontinental Championship (1 vez) - Kane
  - WWF Hardcore Championship - Kane
  - WCW World Tag Team Championship (1 vez)[24]